# 41e congrès fédéral du Parti socialiste ouvrier espagnol
Le 41e congrès fédéral du Parti socialiste ouvrier espagnol (en espagnol : 41 Congreso Federal del Partido Socialista Obrero Español) est un congrès du Parti socialiste ouvrier espagnol (PSOE), organisé du 29 novembre au 1er décembre 2024  afin d'élire le secrétaire général, la commission exécutive et d'adopter la motion d'orientation politique et les nouveaux statuts.
Le secrétaire général sortant Pedro Sánchez est proclamé réélu sans vote des militants, étant le seul candidat. Sa commission exécutive est élue avec 90 % des voix.
Le congrès fédéral est suivi pendant deux mois par les congrès des 16 fédérations territoriales.

## Contexte

### Convocation
Le journal El País révèle le 30 août 2024 que le secrétaire général du PSOE Pedro Sánchez souhaite convoquer le 41e congrès fédéral à Séville en novembre suivant, bien que le calendrier lui permette d'attendre jusqu'à l'automne 2025. La commission exécutive fédérale réunie le 2 septembre confirme la tenue du prochain congrès ordinaire les 29, 30 novembre et 1er décembre suivants dans la capitale andalouse, soit deux semaines plus tard que ce qui était initialement imaginé en raison de l'agenda international de Pedro Sánchez.

## Candidat au secrétariat général
| Candidat | Candidat | Candidat               | Fonction politique récente                                                                   |
| -------- | -------- | ---------------------- | -------------------------------------------------------------------------------------------- |
|          |          | Pedro Sánchez (52 ans) | Président du gouvernement (depuis 2018) Secrétaire général du PSOE (depuis 2017 ; 2014-2016) |

## Déroulement

### Comité d'organisation
La composition du comité d'organisation et de l'équipe de coordination de la rédaction de la motion d'orientation (ponencia) est annoncée le 7 septembre, à l'occasion de la réunion du comité fédéral.
| Fonction                                  | Titulaire                       | Mandat                                                                    |
| ----------------------------------------- | ------------------------------- | ------------------------------------------------------------------------- |
| Coordonnateur général                     | Santos Cerdán                   | Député de Navarre Secrétaire à l'Organisation du PSOE                     |
| Coordonnatrice adjointe                   | María Jesús Montero             | Ministre des Finances Députée de Séville Vice-secrétaire générale du PSOE |
| Porte-parole                              | Esther Peña                     | Députée de Burgos Porte-parole du PSOE                                    |
| Coordonnateurs de la motion d'orientation | Cristina Narbona                | Députée de Madrid Présidente du PSOE                                      |
| Coordonnateurs de la motion d'orientation | Idoia Mendia                    | Députée européenne Secrétaire aux Études et aux Programmes                |
| Coordonnateurs de la motion d'orientation | Manuel Escudero (es)            |                                                                           |
| Membres                                   | Juan Francisco Serrano Martínez | Député de Jaén Secrétaire adjoint à l'Organisation du PSOE                |
| Membres                                   | Ana María Fuentes Pacheco       | Directrice générale du PSOE                                               |
| Membres                                   | Paco Salazar                    | Secrétaire à la Recherche et à l'Analyse du PSOE                          |
| Membres                                   | Enma López (es)                 | Conseillère municipale de Madrid                                          |
| Membres                                   | Ion Antolín Llorente            | Directeur de la communication du PSOE                                     |
| Membres                                   | Eladio Garzón Serrano           |                                                                           |

### Débats politiques
La motion d'orientation, qui fait l'objet de 6 000 amendements, propose d'inscrire dans la Constitution la revalorisation des pensions de retraite, le mariage entre personnes de même sexe, l'interruption volontaire de grossesse, la parité dans les institutions, le droit à la sécurité climatique et à l'eau potable. Le texte promeut également de reconnaître l'accès universel à la santé publique comme un droit, d'empêcher la vente des logements publics et de réduire le temps de travail hebdomadaire à 36 h d'ici 2030. Le courant dit « féministe classique » obtient le vote de deux amendements, l'un qui transforme l'expression du PSOE quant à la diversité sexuelle et de genre de « LGTBIQ+ » à LGTBI — excluant ainsi la référence aux queers et autres identités — et l'autre qui appelle à limiter la participation des « personnes avec un sexe biologique féminin » aux sélections sportives féminines. Concernant le financement des communautés autonomes, un compromis est trouvé par Arcadi España, qui rassemble toutes les fédérations à la suite des turbulences créées par l'entre entre le Parti des socialistes de Catalogne et la Gauche républicaine de Catalogne sur la « singularité » fiscale de la Catalogne et qui propose que la réforme du système de financement des budgets autonomiques passe par le cadre multilatéral du Conseil de la politique fiscale et financière (CPFF).

### Modification des statuts
Le 41e congrès est l'occasion d'une modification des statuts, notamment en matière de participation des militants. Alors que depuis 2017, il était obligatoire de tenir un référendum interne pour que la base ratifie les accords de coalition ou d'investiture, cette consultation devient désormais facultative si l'accord prévoit que la direction de l'exécutif concerné revient au PSOE. Dans cette situation, les adhérents seront appelés aux urnes si au moins 30 % du comité — la plus haute instance dirigeante entre deux congrès — en fait la demande. En outre, les règles de candidature aux primaires dans le cadre des congrès sont modifiées : si un seul militant fait acte de candidature, il est automatiquement proclamé secrétaire général élu, sans nécessité de recueillir le nombre minimum de parrainages requis pour se présenter. Si plus d'un militant se présente, les seuils et plafonds de parrainages pour confirmer les candidatures sont relevés, de 3 % à 10 % des adhérents pour le secrétariat général national, de 6 % à 12 % pour un secrétariat général régional, et de 12 % à 15 % pour un secrétariat général provincial ou insulaire. Ces différentes modifications ont été apportées à l'occasion des débats statutaires au cours du congrès, puisque la version initiale présentée par la direction sortante ne prévoyait pas de changement quant aux règles de consultation des militants ou de candidature pour les différents niveaux de secrétariat général.

## Résultats
Le 30 septembre, Pedro Sánchez est réélu secrétaire général : la direction du parti constate qu'il est le seul à avoir déposé sa candidature et reçu le nombre de parrainages requis par le règlement. Elle le proclame donc secrétaire général. Le 1er décembre, sa liste pour la commission exécutive fédérale reçoit le soutien de 90 % des votants, soit presque cinq points de moins que lors du congrès de 2021 et dix points de plus que celui de 2017.

### Élection du secrétaire général
- Pas de vote.

### Élection de la commission exécutive fédérale
| Vote        | Vote        | Voix  | %      |
| ----------- | ----------- | ----- | ------ |
|             | Pour        | 925   | 90,00  |
|             | Blancs      | 94    | 9,10   |
|             | Nuls        | 9     | 0,90   |
| Votants     | Votants     | 1 028 | 93,37  |
| Abstentions | Abstentions | 73    | 6,63   |
| Inscrits    | Inscrits    | 1 101 | 100,00 |

### Composition de la commission exécutive
La commission exécutive est globalement confirmée. Pedro Sánchez fait le choix de reconduire son « noyau dur », formé par la vice-secrétaire générale María Jesús Montero et le secrétaire à l'Organisation Santos Cerdán, tout en intégrant quelques nouvelles personnalités en accord avec les dirigeants régionaux. La secrétaire à l'Égalité Ana Redondo est exclue de la direction, ce qui semble marquer un désaveu de son bilan comme ministre de l'Égalité, au profit de Pilar Bernabé, qui voit ainsi récompensée son action comme déléguée du gouvernement dans la Communauté valencienne après les terribles inondations d'octobre dans la province de Valence.
| Fonction                                                                          | Titulaire                        |
| --------------------------------------------------------------------------------- | -------------------------------- |
| Présidente                                                                        | Cristina Narbona                 |
| Secrétaire général                                                                | Pedro Sánchez                    |
| Vice-secrétaire générale                                                          | María Jesús Montero              |
| Secrétaire à l'Organisation                                                       | Santos Cerdán                    |
| Secrétaire à l'Égalité                                                            | Pilar Bernabé                    |
| Porte-parole                                                                      | Esther Peña                      |
| Secrétaire à la Politique institutionnelle et à la Formation                      | Alfonso Rodríguez Gómez de Celis |
| Secrétaire à la Politique autonomique                                             | Guillermo Fernández Vara         |
| Secrétaire à la Politique municipale                                              | Alejandro Soler Mur              |
| Secrétaire aux Villes du littoral                                                 | Anabel Mateos                    |
| Secrétaire à l'Action électorale et à l'Analyse                                   | Francisco Salazar                |
| Secrétaire à la Politique internationale et à la Coopération au développement     | Hana Jalloul                     |
| Secrétaire aux Villes et zones métropolitaines                                    | Javier Ayala                     |
| Secrétaire au Monde rural                                                         | Elisa Garrido Jiménez            |
| Secrétaire aux Études et aux Programmes                                           | Javier Izquierdo (es)            |
| Secrétaire adjoint à l'Organisation                                               | Juan Francisco Serrano           |
| Secrétaire au Logement                                                            | Isabel Rodríguez García          |
| Secrétaire aux Transports et aux Mobilités durables                               | Arcadi España                    |
| Secrétaire à l'Union européenne                                                   | Iratxe García Pérez              |
| Secrétaire à la Justice                                                           | Félix Bolaños                    |
| Secrétaire à la Réforme constitutionnelle et aux Droits nouveaux                  | Francisco Lucas Ayala            |
| Secrétaire à l'Industrie                                                          | Jordi Hereu                      |
| Secrétaire au Commerce et à la Consommation                                       | Nora Abete García                |
| Secrétaire à la Science, à l'Innovation et à l'Enseignement supérieur             | Javier Alfonso Cendón            |
| Secrétaire au Tourisme                                                            | Aroa Jilete González             |
| Secrétaire à la Transition juste                                                  | Marc Pons (es)                   |
| Secrétaire à la Politique économique et à la Transformation numérique             | Enma López                       |
| Secrétaire à la Culture et aux Sports                                             | Manuela Villa (es)               |
| Secrétaire au Pacte de Tolède et à l'Inclusion sociale                            | Iván Fernández García            |
| Secrétaire au Travail, à l'Économie sociale et aux Indépendants                   | Montserrat Mínguez               |
| Secrétaire à l'Éducation et à la Formation professionnelle                        | Ana María Fernández Rodríguez    |
| Secrétaire à la Mémoire démocratique et à la Laïcité                              | Manuel García Salgado            |
| Secrétaire aux Politiques sociales, aux Personnes âgées et aux Mouvements sociaux | Manuela Berges Barreras          |
| Secrétaire à l'Action démocratique et à la Transparence                           | Borja Cabezón                    |
| Secrétaire à la Santé et à la Consommation                                        | Kilian Sánchez                   |
| Secrétaire à l'Entrepreneuriat et à l'Impact social                               | Elma Saiz                        |
| Secrétaire à l'Agriculture, à l'Élevage et à la Pêche                             | Ana Romero Obredo                |
| Secrétaire aux LGTBI                                                              | Víctor Gutiérrez Santiago (es)   |
| Secrétaire aux Politiques migratoires et aux Réfugiés                             | Luc André Diouf                  |
| Secrétaire du PSOE Extérieur                                                      | César Mogo                       |
| Membre                                                                            | Eugenia Gómez de Diego           |
| Membre                                                                            | Óscar Puente                     |
| Membre                                                                            | Pilar Alegría                    |
| Membre                                                                            | Milagros Tolón                   |
| Membre                                                                            | Tania Baños Martos               |
| Membre                                                                            | Jorge Gallardo                   |
| Membre                                                                            | Sabrina Moh                      |
| Membre                                                                            | Abel Caballero                   |

#### Remaniement du 5 juillet 2025
Le 5 juillet 2025, Pedro Sánchez fait ratifier par le comité fédéral un remaniement de la commission exécutive, en raison de la démission de Santos Cerdán, mis en cause dans une affaire politico-financière.
- Les nouveaux membres sont indiqués en gras, les membres ayant changé d'attribution sont indiqués en italique.

| Fonction | Titulaire                        |
| --- | -------------------------------- |
| Présidente | Cristina Narbona                 |
| Secrétaire général | Pedro Sánchez                    |
| Vice-secrétaire générale | María Jesús Montero              |
| Secrétaire à l'Organisation | Rebeca Torró                     |
| Secrétaire à l'Égalité | Pilar Bernabé                    |
| Porte-parole | Montserrat Mínguez               |
| Secrétaire adjointe à l'Organisation, déléguée à la Coordination territoriale                                                          | Anabel Mateos                    |
| Secrétaire adjoint à l'Organisation, délégué à l'Action démocratique et à la Transparence                                              | Borja Cabezón                    |
| Secrétaire à la Politique institutionnelle et à la Formation                                                                           | Alfonso Rodríguez Gómez de Celis |
| Secrétaire à la Politique autonomique                                                                                                  | Guillermo Fernández Vara         |
| Secrétaire à la Politique municipale                                                                                                   | Juan Francisco Serrano           |
| Secrétaire à la Politique internationale et à la Coopération au développement                                                          | Hana Jalloul                     |
| Secrétaire au Monde rural | Elisa Garrido Jiménez            |
| Secrétaire aux Études et aux Programmes                                                                                                | Javier Izquierdo (es)            |
| Secrétaire au Logement | Isabel Rodríguez García          |
| Secrétaire aux Transports et aux Mobilités durables                                                                                    | Arcadi España                    |
| Secrétaire à l'Union européenne | Iratxe García Pérez              |
| Secrétaire à la Justice | Félix Bolaños                    |
| Secrétaire à la Réforme constitutionnelle et aux Droits nouveaux                                                                       | Francisco Lucas Ayala            |
| Secrétaire à l'Industrie | Jordi Hereu                      |
| Secrétaire au Commerce et à la Consommation                                                                                            | Nora Abete García                |
| Secrétaire à la Science, à l'Innovation et à l'Enseignement supérieur                                                                  | Elma Saiz                        |
| Secrétaire au Tourisme | Javier Ayala                     |
| Secrétaire à la Transition juste | Marc Pons (es)                   |
| Secrétaire à la Politique économique, à la Transformation numérique, à l'Entrepreneuriat et au Changement social Porte-parole adjointe | Enma López                       |
| Secrétaire à la Culture et aux Sports                                                                                                  | Manuela Villa (es)               |
| Secrétaire au Pacte de Tolède et à l'Inclusion sociale                                                                                 | Iván Fernández García            |
| Secrétaire au Travail, à l'Économie sociale et aux Indépendants                                                                        | Alejandro Soler Mur              |
| Secrétaire à l'Éducation et à la Formation professionnelle                                                                             | Ana María Fernández Rodríguez    |
| Secrétaire à la Mémoire démocratique et à la Laïcité                                                                                   | Manuel García Salgado            |
| Secrétaire aux Politiques sociales, aux Personnes âgées et aux Mouvements sociaux                                                      | Milagros Tolón                   |
| Secrétaire à la Santé et à la Consommation                                                                                             | Kilian Sánchez                   |
| Secrétaire à l'Agriculture, à l'Élevage et à la Pêche                                                                                  | Ana Romero Obredo                |
| Secrétaire aux LGTBI | Víctor Gutiérrez Santiago (es)   |
| Secrétaire aux Politiques migratoires et aux Réfugiés                                                                                  | Luc André Diouf                  |
| Secrétaire du PSOE Extérieur | César Mogo                       |
| Membre | Clara Martín García              |
| Membre | Óscar Puente                     |
| Membre | Pilar Alegría                    |
| Membre | Antonio Hernando                 |
| Membre | Carmen González Caballero        |
| Membre | Jorge Gallardo                   |
| Membre | Abel Caballero                   |

## Congrès régionaux
- Au pouvoir (présidence)
- Au pouvoir (coalition)
- Dans l'opposition

| Fédération | Fédération                         | Congrès                           | Secrétaire général         | Secrétaire général         |
| Fédération | Fédération                         | Congrès                           | Sortant                    | Élu                        |
| ---------- | ---------------------------------- | --------------------------------- | -------------------------- | -------------------------- |
|            | Andalousie (PSOE-A)                | 22 et 23 février 2025             | Juan Espadas               | María Jesús Montero        |
|            | Aragon (PSOE-Aragon)               | 15 et 16 mars 2025                | Javier Lambán              | Pilar Alegría              |
|            | Asturies (FSA-PSOE)                | 17, 18 et 19 janvier 2025         | Adrián Barbón              | Adrián Barbón              |
|            | Îles Baléares (PSIB-PSOE)          | 22 et 23 mars 2025                | Francina Armengol          | Francina Armengol          |
|            | Canaries (PSOE Canarias)           | 24, 25 et 26 janvier 2025         | Ángel Víctor Torres        | Ángel Víctor Torres        |
|            | Cantabrie (PSC-PSOE)               | 15 et 16 mars 2025                | Pablo Zuloaga (es)         | Pedro Casares              |
|            | Castille-et-León (PSCyL-PSOE)      | 22 et 23 février 2025             | Luis Tudanca               | Carlos Martínez            |
|            | Castille-La Manche (PSCM-PSOE)     | 18 et 19 janvier 2025             | Emiliano García-Page       | Emiliano García-Page       |
|            | Estrémadure (PSOE-Ex)              | 17, 18 et 19 janvier 2025         | Miguel Ángel Gallardo (es) | Miguel Ángel Gallardo (es) |
|            | Galice (PSdeG-PSOE)                | 8 et 9 mars 2025                  | José Ramón Gómez Besteiro  | José Ramón Gómez Besteiro  |
|            | Communauté de Madrid (PSOE-M)      | 1er et 2 février 2025             | Isaura Leal (es) (intérim) | Óscar López                |
|            | Région de Murcie (PSRM-PSOE)       | 1er et 2 mars 2025                | José Vélez (es)            | Francisco Lucas            |
|            | Navarre (PSN-PSOE)                 | 22 mars 2025                      | María Chivite              | María Chivite              |
|            | Pays basque (PSE-EE-PSOE)          | 14, 15 et 16 février 2025         | Eneko Andueza (es)         | Eneko Andueza (es)         |
|            | La Rioja (PSOE-LR)                 | 15 et 16 février 2025             | Concha Andreu              | Javier García (es)         |
|            | Communauté valencienne (PSPV-PSOE) | 31 janvier, 1er et 2 février 2025 | Diana Morant               | Diana Morant               |